# Carex neofilipendula
Carex neofilipendula är en halvgräsart som beskrevs av Ernest Lepage. Carex neofilipendula ingår i släktet starrar, och familjen halvgräs. Inga underarter finns listade i Catalogue of Life.